# Чорний ліс (роман)
Чорний ліс — історичний роман українського письменника Андрія Кокотюхи. Перша книга повстанської трилогії.

## Сюжет
Максим Коломієць — колишній радянський міліціонер з Миргорода був засуджений та влітку 1943 року відправлений командиром радянського диверсійного загону в німецький тил. Згодом він потрапив в полон до Української повстанської армії, де має вирішити на чиєму він боці.